# Якобсен, Роберт
Роберт Юлиус Томми Якобсен (дат.  Robert Julius Tommy Jacobsen , 4 июня 1912[…], Копенгаген — 26 января 1993[…], Тогелунд, Южная Дания) — датский скульптор, художник и график, крупный представитель абстрактного искусства после Второй мировой войны.

## Жизнь и творчество
Р. Якобсен был скульптором-самоучкой. Его первые работы были из дерева. В 1947 году, получив стипендию для учёбы, молодой скульптор приезжает в Париж. Здесь он близко сходится с художниками Рихардом Мортенсеном и Асгером Йорном. Якобсон жил и работал в Париже до 1969 года. Работы его многократно выставлялись в галерее Дениз Рене. В 1947 году появляются первые скульптуры Якобсена из железа: некоторые из них были раскрашены его другом, художником Жаном Деваном. Скульптор предпочитал те формы скульптуры, которые могли бы выставляться на открытом пространстве. Произведения его сложены из пластических, чисто геометрических форм. Особенно характерны его скульптуры 1950-х — 1960-х годов, которые Якобсен окрашивает исключительно в чёрный цвет. Кроме пластических работ, он был автором произведений живописи и цветной графики. В 1959 году скульптор принимает участие в международной выставке современного искусства documenta 2 в немецком Касселе (отделение пластики).
Р. Якобсен занимался также преподавательской работой — в Мюнхенской академии изящных искусств (в 1962—1981), почётным членом которой он стал в 1979 году. Одновременно в 1976—1985 он — профессор датской Королевской художественной академии в Копенгагене.

## Награды (избранное)
- Большой приз в области скульптуры на биеннале в Венеции (1966)
- Медаль Торвальдсена (1967)
- Медаль принца Евгения (1974, Швеция)
- Офицер французского ордена Почётного легиона (1980)
- Коммандор ордена Данеброг (1983)
- Коммандор французского ордена Искусств и Литературы (1987).